# Kevin Volland
Kevin Volland (født 30. juli 1992) er en tysk professionel fodboldspiller, som spiller for  TSV 1860 München og Tysklands landshold.

## Klubkarriere

### 1860 München
Volland begyndte sin professionelle karriere hos 1860 München, hvor han gjorde sin debut i 2010.

### 1899 Hoffenheim
Volland lavede i januar 2011 en aftale om et eventuelt skiftet til 1899 Hoffenheim. Skiftet tog dog først sted i sommeren 2012.
Volland scorede i en kamp den 22. august 2015 imod Bayern München efter bare 9 sekunder, hvilke er en delt rekord over det hurtigste mål nogensinde scoret i en Bundesliga-kamp.

### Bayer Leverkusen
Volland skiftede i maj 2016 til Bayer Leverkusen. Han spillede mere end 100 kampe for klubben over fire sæsoner.

### Monaco
Volland skiftede i september 2020 til Monaco.

### Union Berlin
Volland vendte i august 2023 tilbage til Tyskland, da han skiftede til Union Berlin.

## Landsholdskarriere

### Ungdomslandshold
Volland har spillet for Tyskland på flere ungdomsniveauer.

### Seniorlandshold
Volland fik sin debut for seniorlandsholdet den 8. maj 2014. Han var del af Tysklands trup til EM 2020.